# Fu Mingtian
Fu Mingtian (* 27. Juni 1990 in Wuhan, Hubei, Volksrepublik China) ist eine singapurische Badmintonspielerin.

## Karriere
Fu Mingtian machte international das erste Mal auf sich aufmerksam, als sie 2006 bei den Vietnam Open Dritte wurde. 2008 gewann sie bei der Juniorenweltmeisterschaft Gold im Damendoppel mit Yao Lei. Bei der Singapur Super Series 2009, den Südostasienspielen 2009 und dem China Masters 2010 wurde sie Neunte, bei der Indonesia Super Series 2010 17.

## Sportliche Erfolge
| Saison | Veranstaltung             | Disziplin   | Platz | Name                                |
| ------ | ------------------------- | ----------- | ----- | ----------------------------------- |
| 2006   | Vietnam Open              | Dameneinzel | 3     | Fu Mingtian                         |
| 2008   | Juniorenweltmeisterschaft | Damendoppel | 1     | Fu Mingtian / Yao Lei               |
| 2009   | Südostasienspiele         | Mixed       | 9     | Jeffrey Wong Hao Cong / Fu Mingtian |
| 2009   | Singapur Super Series     | Dameneinzel | 9     | Fu Mingtian                         |
| 2010   | Indonesia Super Series    | Dameneinzel | 17    | Fu Mingtian                         |
| 2010   | China Masters             | Dameneinzel | 9     | Fu Mingtian                         |
| 2011   | Singapur International    | Dameneinzel | 2     | Fu Mingtian                         |